# Brachyphylla cavernarum
Brachyphylla cavernarum (Gray, 1833) è un pipistrello della famiglia dei Fillostomidi diffuso nei Caraibi.

## Descrizione

### Dimensioni
Pipistrello di medie dimensioni, con la lunghezza della testa e del corpo tra 80 e 103 mm, la lunghezza dell'avambraccio tra 59,6 e 71,1 mm, la lunghezza del piede tra 17 e 23 mm e la lunghezza delle orecchie tra 18 e 24 mm.

### Aspetto
La pelliccia è corta, lanosa e si estende sulle ali fino ai gomiti e alle cosce. Le parti dorsali variano dal grigio-nerastro al marrone scuro, con la base dei peli color avorio e delle aree più chiare sulla testa, sul collo e lungo una linea che scorre dalle spalle e termina a metà della schiena. Le parti ventrali sono marroni. Il muso è corto, con una piega cutanea sopra le narici, delle piccole verruche intorno ad un profondo solco presente sul labbro inferiore e agli angoli posteriori della bocca. Le orecchie sono di dimensioni normali, separate e appuntite. Il trago è lungo meno della metà del padiglione auricolare. Le ali sono attaccate posteriormente alla base della caviglia. I pollici sono relativamente lunghi. La coda è ridotta ad un piccolo tubercolo riconoscibile solo al tatto, mentre l'uropatagio è ben sviluppato. Il calcar è piccolo. Il cariotipo è 2n=32 FNa=60.

## Biologia

### Comportamento
Si rifugia all'interno delle grotte, e talvolta in piccoli gruppi all'interno di edifici abbandonati o nel fogliame degli alberi.

### Alimentazione
Si nutre di frutta, particolarmente di mango, papaya, sapodilla, di insetti e di polline.

### Riproduzione
Danno alla luce i piccoli alla fine di maggio e gli inizi di giugno.

## Distribuzione e habitat
Questa specie è diffusa sulle isole di Porto Rico, Isole Vergini britanniche, Isole Vergini Americane e le Piccole Antille.

## Tassonomia
Sono state riconosciute 3 sottospecie:
- B.c.cavernarum: Saint Croix, Anguilla, Saint Martin, Antigua, Barbuda, Sint Eustatius, Saba, Nevis, Saint Kitts, Montserrat, Guadalupa, Marie-Galante, Dominica, Martinica, Saint Lucia, Saint Vincent;
- B.c.intermedia (Swanepoel & Genoways, 1978): Porto Rico, Isole Vergini: Saint John, Norman, Saint Thomas;
- B.c.minor (Miller, 1913): Barbados.

## Conservazione
La IUCN Red List, considerata la popolazione presumibilmente numerosa, la presenza in diverse aree protette, la tolleranza alle modifiche ambientali e il proprio habitat non eccessivamente in declino, classifica B.cavernarum come specie a rischio minimo (Least Concern)).